# C3H7ClO2
化学式C3H7ClO2（摩尔质量：110.54 g/mol）可能指：
- 2-氯-1,3-丙二醇，CAS号：497-04-1
- 3-氯-1,2-丙二醇，混合CAS号：96-24-2 
  - (R)-3-氯-1,2-丙二醇，CAS号：57090-45-6 
  - (S)-3-氯-1,2-丙二醇，CAS号：60827-45-4
- (2-氯乙氧基)甲醇，CAS号：67796-28-5

|  | 这个同类索引页列出了具有相同分子式的化学物（即同分異構體）条目。 除非您是有意链接至本页，否则应将相应条目的内部链接指向正确的条目。 |